# اون دانفی

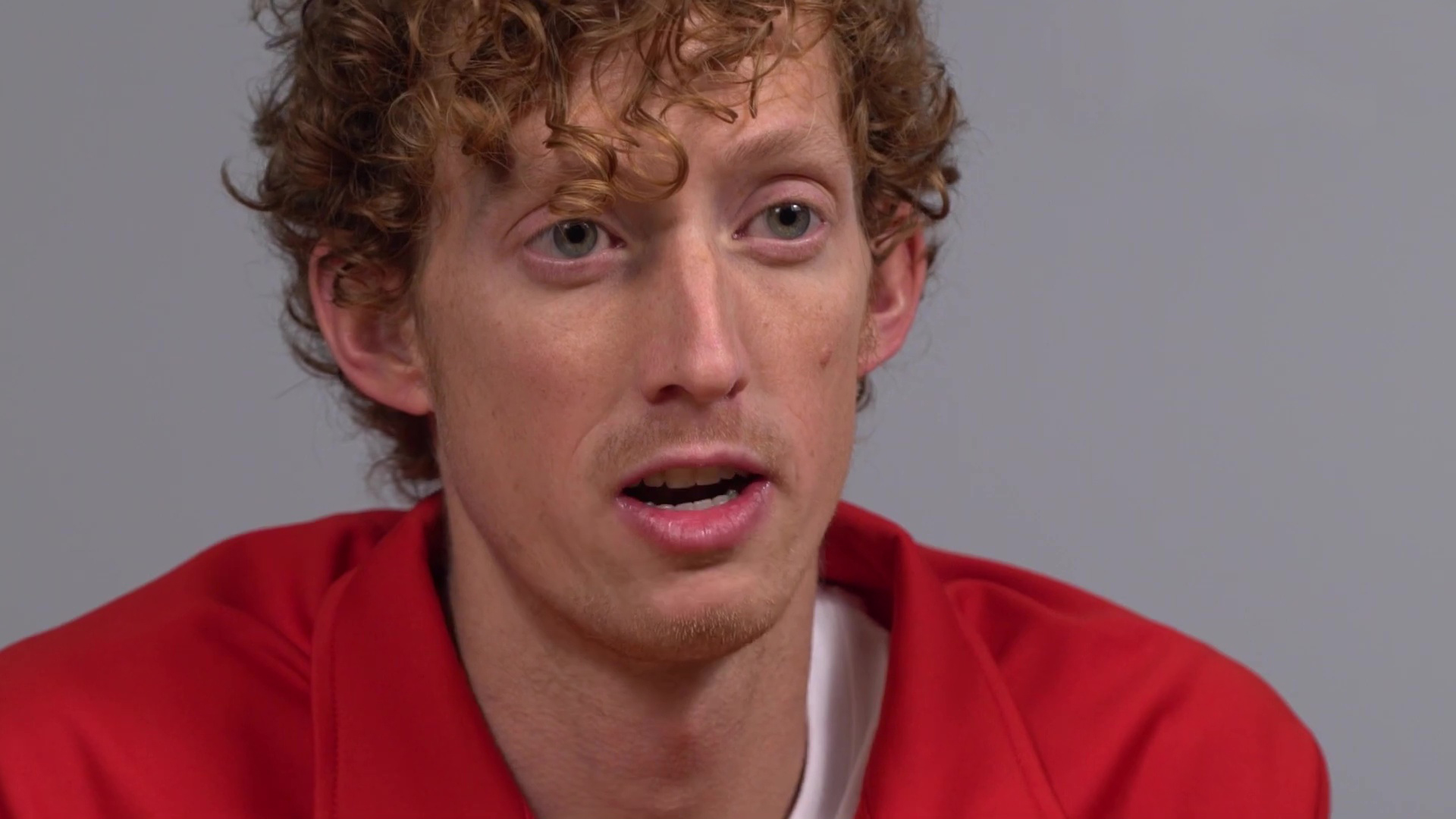
اون دانفی در سال ۲۰۲۱

اون دانفی (انگلیسی: Evan Dunfee؛ زادهٔ ۲۸ سپتامبر ۱۹۹۰) دونده پیاده‌روی سرعت اهل کانادا است.
وی در مسابقات کشوری و بین‌المللی در مجموع برندهٔ ۲ مدال طلا، ۲ مدال نقره، ۳ مدال برنز شده‌است.